# El Soro
Pour les articles homonymes, voir Soro.
Vicente Ruiz Soro plus connu sous le surnom de « El Soro », né le 30 mai 1962 à Foyos (Espagne, province de Valence) est un matador espagnol.

## Présentation et carrière
« El Soro » commence  modestement en 1977, mais lorsqu'il aborde les novilladas piquées, c'est un triomphe. Le 5 mai 1980 à Puertollano avec Ángel Peralta face à des taureaux de Blanca Belmonte, il reçoit quatre oreilles et une queue.
Après 45 novilladas, il prend  son alternative à Valence le 14 mars 1982 devant le taureau Agraciado de l'élevage Torrestrella, avec pour parrain Paco Camino et pour témoin Pepe Luis Vázquez (fils). Il confirme le 21 mai 1982 à Madrid  avec pour parrain Rafael de Paula et pour témoin Pepín Jiménez de des taureaux de Marqués de Domecq  et de Joaquín Núñez del Cuvillo.
Il devient alors un matador incontournable qu'on retrouve dans les Cartels les plus prestigieux : le  16 mai 1983, avec Emilio Muñoz et Paco Ojeda, il sort en triomphe des arènes de Talavera de la Reina après avoir obtenu deux oreilles et une queue. Il est célèbre aussi bien en France qu'en Amérique latine, en particulier pour sa dextérité à placer les banderilles dans des terrains réputés impossibles. On le retrouve souvent dans des cartels de maestros banderilleros avec Victor Mendes et Nimeño II.
Le 23 mai 1987, il est blessé à Madrid par un taureau de Baltasar Ibán. De nombreuses interventions chirurgicales ne réussissent pas à réparer son genou qui est définitivement abimé. « El Soro »  ne peut plus marcher ; il se retire des arènes cette année-là. Après une brève réapparition dans le ruedo en 1993, il met fin à sa carrière le 9 mai 1994.
Il fait son retour dans les arènes de Xativa (province de Valencia) le 17 août 2014 et triomphe en coupant deux oreilles à son second toro.